# Sierra de Orpiñas

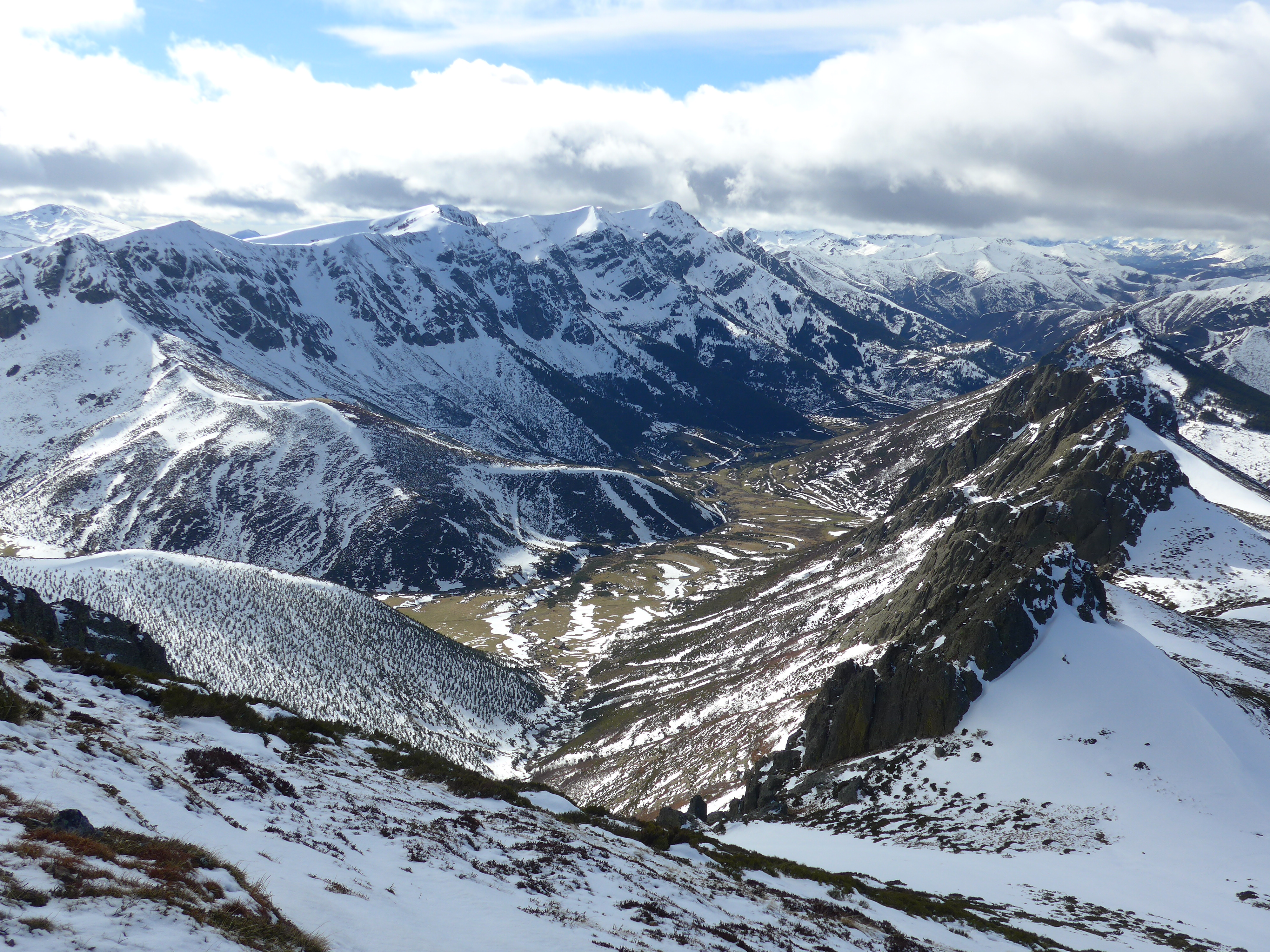
Valle del Naranco y refugio de Tajahierro. A la izquierda, la sierra de Orpiñas

La sierra de Orpiñas es un pequeño macizo montañoso español de la cordillera Cantábrica ubicado al noreste de la provincia de León, en Castilla y León. Se extiende, de este a oeste, una longitud de 7 kilómetros y tiene una anchura máxima de 3 km.  Las localidades más cercanas a la sierra son Llánaves de la Reina y Portilla de la Reina, ambas en el municipio de Boca de Huérgano, desde donde parten las rutas de acceso al macizo.
La sierra de Orpiñas se encuentra flanqueada, al norte, por el pico Vallines y el arroyo del Naranco; al sur, por el río Lechada; al este está separada del cordal montañoso que desde el puerto de San Glorio discurre en dirección sur estableciendo la divisoria natural entre la provincia de León y Cantabria. 
Los valles del Naranco y de Lechada, que delimitan la sierra de Orpiñas al norte y al sur, respectivamente, constituyen un área de excepcional importancia para la conservación del oso pardo.

## Montañismo y escalada en hielo
Al noreste de la sierra de Orpiñas, próximo al arroyo del Naranco, se localiza el refugio Amalio Fernández Mariñas —también llamado refugio Vega Naranco—  propiedad del «Club Alpino Tajahierro», con sede en Santander.
Además, la sierra de Orpiñas ocupa un lugar destacado en la Cordillera para la realización de escalada en hielo y la ascensión por corredores invernales.

## Elevaciones
En la sierra de Orpiñas destacan los siguientes picos, ordenados de mayor a menor altitud.
| Nombre cumbre                          | Altitud (m s. n. m.) | Prominencia (m) | Pico referencia         |
| -------------------------------------- | -------------------- | --------------- | ----------------------- |
| Pico La Calar                          | 2108                 | 270             | Pico Vallines (2136 m)  |
| Ramalín                                | 2074                 | 19              | Pico La Calar           |
| Coto Redondo o Cotero el Horno         | 2063                 | 115             | La Calar                |
| Pico Cuencas o peña del Rey Occidental | 2008                 | 44              | La Calar                |
| El Abacedo                             | 2016                 | 58              | Coto Redondo            |
| Peña del Rey Oriental                  | 1899                 | 47              | Peña del Rey Occidental |
| Pico de Puerto Nuevo                   | 1556                 | 8               | Peña del Rey Occidental |